# Brookfoot
Brookfoot – wieś w Anglii, w hrabstwie West Yorkshire. Leży 20 km na południowy zachód od miasta Leeds i 269 km na północny zachód od Londynu.